# Parastasia tenomensis
Parastasia tenomensis är en skalbaggsart som beskrevs av Yuiti Wada 2008. Parastasia tenomensis ingår i släktet Parastasia och familjen Rutelidae. Inga underarter finns listade i Catalogue of Life.